# Pocadicnemis pumila
Espèce
Synonymes
- Walckenaera pumila Blackwall, 1841
- Microneta bifida Menge, 1869
- Neriene nefaria O. Pickard-Cambridge, 1879
- Lophocarenum longitubus Emerton, 1882
- Neriene inerrans O. Pickard-Cambridge, 1885
- Susarion neglectum O. Pickard-Cambridge, 1900
- Meioneta impavida Hull, 1950

Pocadicnemis pumila est une espèce d'araignées aranéomorphes de la famille des Linyphiidae.

## Distribution
Cette espèce se rencontre en zone holarctique.

## Publications originales
- Blackwall, 1841 : The difference in the number of eyes with which spiders are provided proposed as the basis of their distribution into tribes; with descriptions of newly discovered species and the characters of a new family and three new genera of spiders. Transactions of the Linnean Society of London, vol. 18, p. 601-670 (texte intégral).